# Le Gué-d’Alleré
Le Gué-d’Alleré ist eine französische Gemeinde mit 1.040 Einwohnern (Stand: 1. Januar 2022) im Département Charente-Maritime und in der Region Nouvelle-Aquitaine (vor 2016: Poitou-Charentes). Sie gehört zum Arrondissement La Rochelle und zum Kanton Marans. Die Einwohner werden Gué-d’Allériens genannt.

## Geografie
Le Gué-d’Alleré liegt etwa 20 Kilometer ostnordöstlich von La Rochelle. Das Gemeindegebiet gehört zum Regionalen Naturpark Marais Poitevin. Umgeben wird Le Gué-d’Alleré von den Nachbargemeinden Saint-Sauveur-d’Aunis im Nordwesten und Norden, Benon im Nordosten und Osten, Bouhet im Süden sowie Anais im Südwesten und Westen.

## Bevölkerungsentwicklung
| 1962                       | 1968 | 1975 | 1982 | 1990 | 1999 | 2006 | 2019 |
| -------------------------- | ---- | ---- | ---- | ---- | ---- | ---- | ---- |
| 412                        | 405  | 434  | 427  | 440  | 514  | 667  | 963  |
| Quellen: Cassini und INSEE |      |      |      |      |      |      |      |

## Sehenswürdigkeiten

Kirche Saint-André

- Kirche Saint-André